# にゃんにゃんパニック
『にゃんにゃんパニック』(英: Kitten Kaboodle）は、1988年8月にコナミが発売した業務用ビデオゲーム。ネコがステージに配置されたブロックを蹴り飛ばして敵を倒し、鍵を集めていくことが目的の、2人同時プレイが可能な固定画面のアクションゲームである。

## ゲーム内容
本作は、主人公のネコを4方向レバーとジャンプとアタックの2つのボタンで操作して、全50面をクリアすることが目的のアクションゲームである。また、本作はセガのビデオゲーム『ペンゴ』からの強い影響を受けたゲーム内容となっている。
1ステージは1画面分の広さで、その中には複数のブロックと敵が配置されている。配置されたブロックはアタックボタンで蹴り飛ばすことができ、敵にぶつけると敵を倒すことができる。ただし、進行方向の目前に別のブロックなどの障害物がくっついて存在し、その方向に移動させることができないときに蹴り飛ばすと、ブロックはその場で破壊される。また、主人公のネコはジャンプすることが可能で、敵をかわしたり、着地点にあるブロックを破壊することができる。
敵を倒すと「コイン」が出現し、取得すると500のお金を獲得できる。また、2体以上の敵を同じブロックで同時に倒すと「宝石」が出現し、取得すると1,000のお金を獲得できる。ブロックを破壊するとごく稀に「食べ物」が出現して、取得すると5,000のお金を得ることができる。
ブロックの中には絵の描かれた「スペシャルキューブ」が存在し、同じ絵柄のブロックを縦か横に3つ繋げて並べると、ステージの攻略に有効な様々な効果を発揮する。「スペシャルキューブ」は絵柄によって効果が異なり、敵を全滅させるものや、一定時間ネコが無敵になるものなどが存在する。
また、ステージ中にはアタックボタンで破壊すると「シークレットステージ」に突入するブロックが配置されている。「シークレットステージ」には、カジノとショップ、もぐらたたきの3種類のステージが存在する。
カジノステージでは、これまで獲得したお金を元手にスロットマシンに挑むことができ、賭け金の最大30倍までお金を増やすことができる。ショップでは、お金と引き換えに1UPアイテムや攻撃用の爆弾など、4種類のパワーアップアイテムを購入できる。もぐらたたきステージでは、ブロックを蹴り飛ばしてもぐらにぶつけるミニゲームに挑戦でき、クリアすると次のステージに進む。なお、カジノとショップは1ステージ中にどちらか1回のみ突入でき、もぐらたたきステージにはブロックの中に隠された星印のボールを拾うことで突入できる。
敵を倒すと稀に「鍵」を落とすことがあり、その鍵を4つ回収するとステージに設置された扉が開く。開かれた扉の中に入るか、ステージに配置されたブロックを全て破壊するとステージクリアとなる。ステージをクリアすると画面全体にネコのキャラクターが表示される。
また、ステージを5つクリアするごとにボスステージに突入する。ボスステージはUPLの『ぺんぎんくんWARS』のルールを彷彿とさせる、ボスとネコがお互いに爆弾を投げ合うミニゲームとなっている。ステージが終了したときに持っている爆弾の数がボスより少ないとクリアとなる。なお、ボスに負けた場合は1ミス扱いとなってパワーアップを失い、直前のステージからやり直しとなる。
敵に触ってしまったり、敵が蹴り飛ばしたブロックにネコがぶつかってしまうと1ミスとなり、残機を全て失ってしまうとゲームオーバーとなる。なお、本作は2人のプレイヤーによる協力プレイが可能となっている。

### スペシャルキューブ
本作に登場するスペシャルキューブについて記述する。
- ファイヤーキューブ - 炎のマークが描かれている。横一直線に炎が出てきて、敵を倒すことができる。
- 大爆発 - ダイナマイトが描かれている。ステージ中にいる全ての敵を倒す。
- 無敵 - 王冠が描かれている。一定時間、自機が無敵になり体当たりで敵を倒すことができるようになる。
- タイムストップ - 時計が描かれている。一定時間、敵の動きが止まる。

### パワーアップグッズ
ショップで購入できるパワーアップグッズについて記述する。
- ハイパーシューズ - 4,000コイン。自機の移動速度が上がる。
- 爆弾 - 15,000コイン。目の前にブロックがないときに、アタックボタンで爆弾を投げる。
- 1UP - 20,000コイン。自機が一つ増える。
- ブロックスピード - 5,000コイン。ブロックが飛んでいく速度が上がる。

## 移植版
| タイトル                                 | 発売日        | 対応機種                          | 開発元                  | 発売元                 | メディア                                | 備考                                                           |
| ---------------------------------------- | ------------- | --------------------------------- | ----------------------- | ---------------------- | --------------------------------------- | -------------------------------------------------------------- |
| Kitten Kaboodle                          | 2010年9月15日 | - Xbox 360 - Microsoft Windows    | Krome Studios           | Microsoft Game Studios | ダウンロード （Game Room）              | - 業務用版の移植。 - 配信終了。                                |
| - にゃんにゃんパニック - Kitten Kaboodle | 2025年2月13日 | - PlayStation 4 - Nintendo Switch | ハムスター （移植担当） | ハムスター             | ダウンロード （アーケードアーカイブス） | - 業務用版の移植。 - 日本版と海外版『Kitten Kaboodle』を収録。 |

PlayStation 4 / Nintendo Switch版（アーケードアーカイブス版）
ハムスターが『アーケードアーカイブス』の1作品として、2025年2月13日にPlayStation 4版とNintendo Switch版を配信した。業務用版の移植となっている。また、当移植版では日本版『にゃんにゃんパニック』と海外版『Kitten Kaboodle』の2つのバージョンを収録している。当移植版の特徴としては、スコアの上限を7桁から9桁までに拡張可能なほか、ステージ数の表示の設定が可能となっている。

## スタッフ
- ゲーム・プログラマー：BOY OTOFUJI
- ビデオ・グラフィックス：RIE CHAN
- サウンド・エディター：BOSS TASAKA（田坂真二）、GIANT MATSUBARA（松原健一）、JUN NYANPY（兼田潤一郎）
- エンジニア：MR.IDAKA
- スペシャル・サンクス：Y.HIKARU、PARASOL ROLLINGSTONE、MICCHAN、KEN WADA、NAOMI CHAN

出典：『にゃんにゃんパニック』スタッフロール